# 汉斯·迈耶
汉内斯·迈耶（德語：Hannes Meyer；1889年11月18日—1954年7月19日），本名汉斯·埃米尔·迈耶（德語：Hans Emil Meyer），是瑞士建筑师，自1928年至1930年在德意志国德绍時期的包豪斯建筑学校为第二任校长。

## 生平
汉斯·迈耶於1889年生於瑞士巴塞爾。

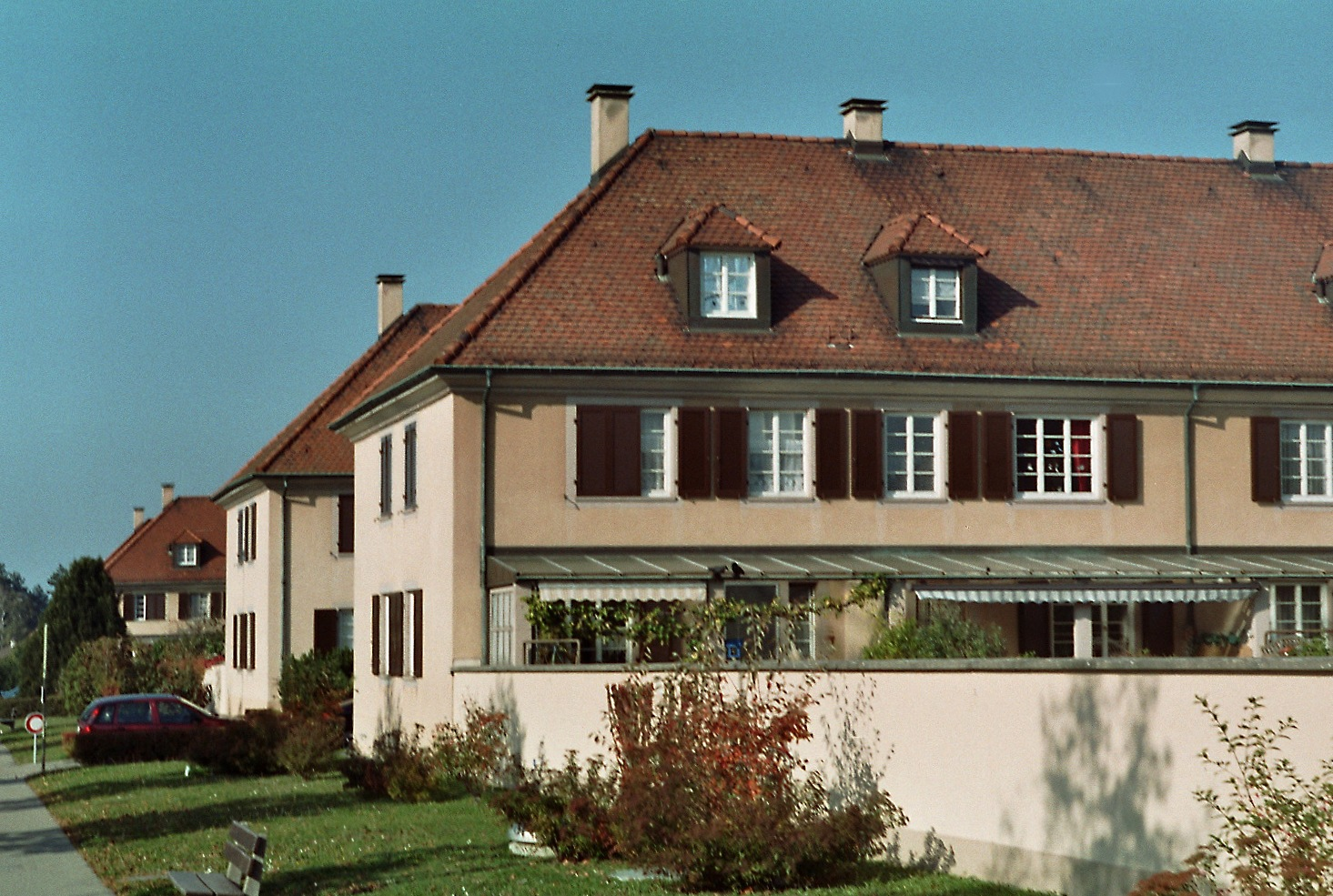

1928年4月1日，格羅佩斯在為包浩斯校務奮鬥了9年之後，辭去了領導人職務，並推薦迈耶成為新的領導人。迈耶對包浩斯的期望不只是以全民需求取代奢華需求（Volksbedarf statt Luxusbedarf），而且是密集地結合工廠一起操作。在迈耶的領導下，包浩斯終於有了第一筆的盈收，然而迈耶的極左派、泛政治化與反藝術立場，使他開始與教職員、德紹政府的關係惡化，布劳耶、拜尔、纳吉相繼辭職。他更積極鼓吹學生參與政治活動、宣揚共產主義思想。這種將政治帶進教學的舉動，特別是與德紹政府相左的政治立場，終始包浩斯的社會地位岌岌可危，1930年6月，在政府與輿論的壓力下，格羅佩斯逼迫迈耶辭去校長職務。
在1930年，迈耶與幾位前包豪斯學生一起前往蘇聯。他曾在蘇聯建築與土木工程學院WASI任教。在蘇聯任職期間，他擔任Giprogor（蘇聯城市發展和投資研究所）城市項目的顧問，並製定了與莫斯科重建方面有關的計劃，作為第一個五年計劃的一部分。
1933年，迈耶不再被史達林重用，並於1936年回到瑞士。其妻玛格丽特·门格尔因沒有拿到簽證因而留在莫斯科，並於1938年死於史達林的政治清洗。
1939年，迈耶居墨西哥城，為墨西哥政府工作，1939年-1941年擔任城市規劃研究所所長。1942年，他成為Estampa Mexicana的董事。
邁耶於1949年回到瑞士，並於1954年逝世。

## 代表作品
- 德國貿易聯盟聯合學校